# Fernando Lima
Fernando Lima, vollständiger Name Fernando Daniel Lima Pereira, (* 26. Mai 1991 in Rivera) ist ein uruguayischer Fußballspieler.

## Karriere
Der 1,85 Meter große Mittelfeldakteur Lima stand mindestens 2013 in Reihen des brasilianischen Vereins EC São Luiz. In jenem Jahr lief er zweimal im Campeonato Gaucho auf. Einen Treffer erzielte er nicht. Spätestens seit der Clausura 2015 spielt er für den uruguayischen Klub Tacuarembó FC. In dieser zweiten Halbserie der Saison 2014/15 absolvierte er für die Norduruguayer 14 Partien in der Primera División. Dabei traf er zweimal ins gegnerische Tor. Seine Mannschaft konnte den Abstieg in die Zweitklassigkeit am Saisonende aber nicht verhindern. In der Zweitligasaison 2015/16 bestritt er sieben Ligapartien (ein Tor) in der Segunda División.